# Volodymyr Sossioura
Volodymyr Mykolaïovytch Sossioura, en ukrainien : Володимир Миколайович Сосюра, est un poète lyrique ukrainien, écrivain et vétéran de la guerre soviéto-ukrainienne né le 6 janvier 1898 à Debaltseve et mort le 8 janvier 1965 à Kiev.

## Biographie

### Enfance et formation
Volodymyr Sossioura est né dans le village de la gare de Debaltseve (devenu aujourd'hui la ville de Debaltseve),.
Il commence à travailler en 1909 à l'usine de soude de Donetsk dans la colonie de Verkhnee (aujourd'hui une partie de Lyssytchansk) et où il a travaillé pendant quelques années. En 1914-1918, il étudie dans une école technique agricole (училище, Outchilichtche) dans un village de la gare de Yama (aujourd'hui Siversk). En 1918, Sossioura est membre du groupe de travailleurs insurgés de l'usine de soude du Donetsk.

### Engagement militaire
Il s'engage dans l'armée populaire ukrainienne de Petlioura et combat avec le 3e régiment Haidamaka opérant depuis Bakhmout de l'hiver 1918 à l'automne 1919. Il est fait prisonnier par l'Armée des volontaires de Dénikine. Condamné à mort par balle, il survit, sa blessure se révélant bénigne, et parvient à s'échapper. Plus tard, après la prise de la République populaire ukrainienne, il rejoint l'Armée rouge.

### Carrière littéraire
Après la fin de la guerre civile russe en Ukraine, il étudie à l'Université communiste Artem de Kharkiv de 1922 à 1923, puis à la faculté ouvrière de l'Institut d'éducation publique (Kharkiv) de 1923 à 1925. Sossioura appartient aux organisations littéraires ukrainiennes Ploug, Hart, Vaplite et à l'Association pan-ukrainienne des écrivains prolétariens.
C'est dans les années 1920-1930 que Sossioura devient très populaire, mais ses allégeances idéologiques, en constante évolution, sont tiraillées entre ses sentiments patriotiques pour l'Ukraine et ceux envers l'Union soviétique. Bien qu'il soit membre de longue date du Parti communiste d'Ukraine (en), il est fréquemment en conflit avec lui et se voit expulsé à deux reprises pour « connotations nationalistes ». Il est même contraint de suivre une « rééducation » dans une usine en 1930-1931 et se range du côté du parti pour échapper à la répression. Nombre de ses poèmes ne sont pas publiés.
En 1948, il reçoit la plus haute distinction, le prix Staline pour le recueil de poèmes « Pour que les jardins fassent du bruit ». Cependant, il est ensuite vivement critiqué pour son poème « Aimez l'Ukraine » (Любіть Україну) dans lequel il déclare l'amour de la patrie avec « Aimez l’Ukraine comme vous aimez le soleil… »,,. Oeuvre jugé trop nationaliste par plusieurs médias soviétiques dont la Pravda qui publie un article intitulé « Sur les perversions idéologiques dans la littérature ». Il a même été traité de « banderiste corrompu », en référence à Stepan Bandera. Ce poème entraîne une crise politique dans la RSS d'Ukraine avec la révocation par Leonid Melnikov de centaines de fonctionnaires ukrainiens dans les années 1951 et 1952 au motif de lutter contre le nationalisme ukrainien. Melnikov accuse son rival l'académicien Olexandr Kornitchouk, membre du Présidium de l'URSS mais aussi président de l'association des écrivains d'Ukraine d'avoir laissé publier le poème de Sossioura dans la revue de l'association et d'être donc aussi responsable que le poète.
Par la suite, l'épouse de Sossioura est arrêtée et passe six ans dans les prisons du NKVD. En 1963, il remporte le prix Chevtchenko pour « Hirondelles au soleil » et « Bonheur d'une famille ouvrière ».
Sossioura meurt à Kiev à l'âge de 67 ans. Il est enterré au cimetière Baïkov.

## Publications
Ses poésies sont considérées comme mêlant le lyrisme et les poèmes épiques.
- Tarass Triasylo (1926)
- Mazeppa (1929)
- Aimez l'Ukraine (1944)

## Hommages

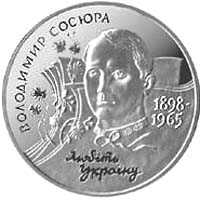
Pièce commémorative de deux Hryvnias à son effigie

Son portrait et le titre de son poème, « Aimez l'Ukraine », figurent sur une pièce de collection de deux hryvnias.
La compositrice ukrainienne Yudif Grigorevna Rozhavskaya a utilisé les paroles de Sossioura pour ses chansons.